# Josefin Frandl
Josefin „Putzi“ Frandl-Crotty, née le 5 juillet 1930 à Radstadt, est une skieuse alpine autrichienne.

## Palmarès

### Jeux olympiques d'hiver
| Épreuve / Édition         | Descente | Slalom géant | Slalom |
| JO 1956 Cortina d'Ampezzo | 13e      | Argent       | 5e     |
| JO 1960 Squaw Valley      | 39e      | 21e          | 16e    |

### Championnats du monde
| Épreuve / Édition         | Descente | Slalom géant | Slalom | Combiné |
| JO 1956 Cortina d'Ampezzo | 13e      | Argent       | 5e     | 5e      |
| Mondiaux 1958 Bad Gastein | 5e       | 11e          | Argent | Bronze  |
| JO 1960 Squaw Valley      | 39e      | 21e          | 16e    | 22e     |

### Arlberg-Kandahar
- Vainqueur du Kandahar 1958 à Sankt Anton
  - Vainqueur du slalom 1958 à Sankt Anton